# Nienwedel
Nienwedel ist ein Ortsteil der Stadt Hitzacker (Elbe) im Landkreis Lüchow-Dannenberg in Niedersachsen. Das Rundangerdorf liegt 1,5 km östlich von Hitzacker.
Es wurde auf einer kleinen Wurt in der Elbaue gegründet. Der nahe gelegene Unterlauf der Jeetzel mit Überschwemmungsgebiet ist durch einen Deich von der Ortslage getrennt, ebenso wie die Elbe im Norden.

## Geschichte
Nienwedel hieß ursprünglich Niendorf und wurde zur Vermeidung von Verwechslungen mit gleichnamigen Orten am 16. März 1936 umbenannt. Mit sektorförmigen Hofparzellen und giebelständigen Hallenhäusern weist die Siedlung einige Rundlingsmerkmale auf. Von der historischen Bausubstanz ging zuletzt der Hof Nr. 4 (Baujahr 1797) im November 2009 durch Brand verloren.
Am 1. Juli 1972 wurde die Gemeinde Nienwedel zusammen mit den Gemeinden Bahrendorf, Grabau, Harlingen, Kähmen, Seerau, Tießau, Wietzetze und Wussegel nach Hitzacker eingegliedert.